# 東竜王山
東竜王山（ひがしりゅうおうざん）は、徳島県徳島市と名西郡神山町との境にある山である。標高407.8m。別名「東龍王山」。

## 地理
本山の西部には西竜王山（495.1m）が聳える。山内には東龍王神社がある。
頂上付近にある「展望の丘」からは、眉山や日峰山（小松島市）、中津峰山等の山々や徳島市街が望める。